# موصلية ضوئية

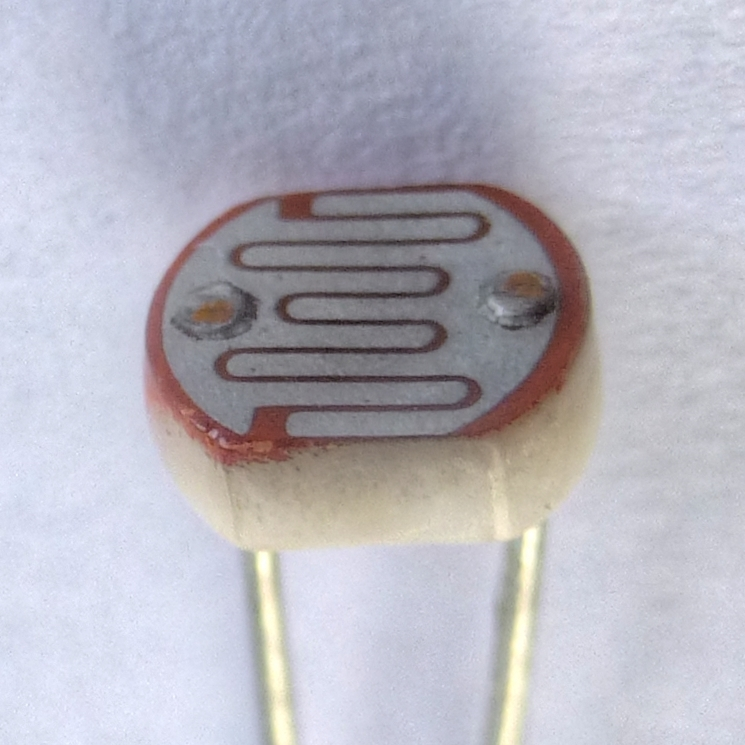

في الفيزياء؛ الناقلية الضوئية تحدث في كل مرة تتغيّر فيه المقاومة الكهربائية لجسم ما عندما نضيئه بإشعاع كهرومغناطيسي منتمي لكل نطاقات الطيف الضوئي (النطاق المرئي، أشعة فوق البنفسجية، أشعة تحت الحمراء).

## مبدأ
هذه الظاهرة عادة ما تلاحظ في المعادن نصف الناقلة المقاومة بشكل عالٍ. ضوء بتردّد (اذن طاقة) كاف سيقوم باستعادة الطاقة لإكترونات نطاق التكافؤ للوصول لنطاق التوصيل. الالكترونات الناتجة وفجواتها المرافقة ستسمح بالناقلية الكهربائية وبالتالي بتخفيض المقاومة. 

المادة الكهربائية الضوئية سواء كانت جوهرية أو خارجية. في الحالة الأولى فقط الكترونات نطاق التكافؤ هي التي تُثار. وفوتون واحدة تكون له طاقة كافية لتحريض الالكترونات في النطاق الممنوع. في الحالة التانية الشوائب تُضاف للمادة؛ هذه الأخيرة تمتلك حالة طاقوية قريبة من حالة نطاق التوصيل؛ هذا في الحقيقة لتسهيل تحوّل الالكترونات، والمادة بحاجة لفوتونات أقل طاقوية، إذن طول موجة كبير ومجال استعمال أكثر أهمية.

عموما يُستعمل كبريتيد الكادميوم لأجل خصائصه. مجال مقاوميته يمكن أن يصل 600 أوم في الإضاءة التامة و 1 موم في الظلام. وهو حساس لمدى واسع من طيف التردد يصل حتى للأشعة فوق البنفسجية والأشعة تحت الحمراء.